# Pandeli Evangjeli
Pandeli Evangjeli (Coriza, 1859 – Coriza, 14 settembre 1949) è stato un politico albanese.
Ha ricoperto il ruolo di Primo ministro dell'Albania per due periodi: il primo dall'ottobre al dicembre 1921 e il secondo dal marzo 1930 all'ottobre 1935.